# Тони Скот
Антъни Дейвид „Тони“ Скот (на английски: Anthony David „Tony“ Scott) е британски филмов режисьор и продуцент, носител на „Златен глобус“, БАФТА и две награди „Еми“. Брат е на режисьора Ридли Скот. Известни филми режисирани от него са „Топ Гън“, „Ченгето от Бевърли Хилс II“, „Дни на грохот“, „Истински романс“, „Шпионски игри“, „Мъж под прицел“, „Дежа ву“ и други.

## Биография
Тони Скот е роден на 21 юли 1944 г. в Норт Шийлдс, Великобритания.

### Кончина
Тони Скот се самоубива на 19 август 2012 г., след като скача от моста Винсент Томас в района на Лос Анджелис. Очевидци виждат 68-годишния Скот да паркира колата си близо до моста и след това да скача във водата около 12:30 местно време.
Според ABC News режисьорът е страдал от рак на мозъка, който бил нелечим, и това е довело до самоубийството му. По-късно неговото семейство се опитва да опровергае тази версия.

## Режисьор
| Година | Филм                       | Оригинално заглавие      |
| ------ | -------------------------- | ------------------------ |
| 1983   | Гладът                     | The Hunger               |
| 1986   | Топ Гън                    | Top Gun                  |
| 1987   | Ченгето от Бевърли Хилс II | Beverly Hills Cop II     |
| 1990   | Отмъщение                  | Revenge                  |
| 1990   | Дни на грохот              | Days of Thunder          |
| 1991   | Последният бойскаут        | The Last Boy Scout       |
| 1993   | Истински романс            | True Romance             |
| 1995   | Аленият прилив             | Crimson Tide             |
| 1996   | Фенът                      | The Fan                  |
| 1998   | Обществен враг             | Enemy of the State       |
| 2001   | Шпионски игри              | Spy Game                 |
| 2002   | Надвий дявола              | The Hire: Beat the Devil |
| 2004   | Мъж под прицел             | Man on Fire              |
| 2005   | Домино                     | Domino                   |
| 2006   | Дежа вю                    | Déjà Vu                  |
| 2009   | Ударът Пелам 123           | The Taking of Pelham 123 |
| 2010   | Неудържим                  | Unstoppable              |